# Kraftwerk Kawagoe
Das Kraftwerk Kawagoe (jap. 川越[火力]発電所, Kawagoe (karyoku) hatsudensho, „(Verbrennungs-/Wärme-)Kraftwerk Kawagoe“ engl. Kawagoe (Thermal) Power Plant/Station) ist ein Gaskraftwerk in Japan, das an der Ise-Bucht in der [kreisangehörigen] Stadt Kawagoe im Landkreis Mie der Präfektur Mie gelegen ist. Mit einer installierten Leistung von 4.802 MW ist es das leistungsstärkste Kraftwerk der Chūbu Denryoku (engl. Chubu Electric Power), das fossile Brennstoffe verwendet. Es dient zur Abdeckung von Grund- und Mittellast.

## Kraftwerksblöcke
Das Kraftwerk besteht aus insgesamt vier Blöcken unterschiedlicher Leistung, die von 1989 bis 1997 in Betrieb gingen. Die folgende Tabelle gibt einen Überblick:
| Block | Max. Leistung (MW) | Betriebsbeginn | Turbine | Generator | Dampfkessel |
| ----- | ------------------ | -------------- | ------- | --------- | ----------- |
| 1     | 700                | 06.1989        | Toshiba | Toshiba   | MHI         |
| 2     | 700                | 07.1990        | Toshiba | Toshiba   | MHI         |
| 3     | 1.701              | 12.1996        |         |           |             |
| 4     | 1.701              | 11.1997        |         |           |             |

Die Blöcke 1 und 2 verwenden superkritische Dampferzeuger (englisch supercritical: siehe Überkritisches Wasser). Die Temperatur des Dampfs liegt bei 566 °C und der Druck bei 31 MPa. Die Drehzahl der Turbosätze 1 und 2 liegt bei 3.600 Umdrehungen pro Minute.
Die Blöcke 3 und 4 bestehen aus jeweils sieben einzelnen GuD-Anlagen, von denen jede wiederum aus einer Gasturbine mit 153 MW Leistung und einer Dampfturbine mit 85 MW Leistung besteht. Die Angaben zur Gesamtleistung der Blöcke 3 und 4 variieren: so werden neben 1.701 MW auch 1.650 MW angegeben. Die Temperatur des Dampfs liegt bei 538 °C und der Druck bei 10 MPa. Die Drehzahl der Turbosätze liegt bei 3.600 Umdrehungen pro Minute.

## Brennstoff
Alle Blöcke des Kraftwerks verwenden Flüssigerdgas (LNG) als Brennstoff. Das Kraftwerk Kawagoe verfügt deshalb über eine eigene Anlegestelle für LNG-Tanker mit einem Ladevolumen von bis zu 135.000 m³, die in 12 Stunden entladen werden können. Das LNG-Terminal wurde ursprünglich für die Anlieferung von 3 Mio. t LNG jährlich ausgelegt, 2013 lag die Jahreskapazität bei 5,43 Mio. t.
Im März 2013 wurden zwei zusätzliche Tanks zur Lagerung von jeweils 180.000 m³ LNG fertiggestellt. Mit den bereits vorhandenen vier Tanks, die jeweils 120.000 m³ fassen, erhöhte sich die gesamte Lagerkapazität auf 840.000 m³ LNG.
Rund um die Ise-Bucht liegen weitere Kraftwerke von Chubu, die LNG als Brennstoff verwenden. Die Kraftwerke Chita und Yokkaichi sind über Pipelines mit dem Kraftwerk Kawagoe verbunden.

## Sonstiges
Laut Power Technology liegt Kawagoe an dritter Stelle der leistungsstärksten, mit Erdgas betriebenen Kraftwerke. Gemäß dieser Quelle liegt Kawagoe an Stelle 35 der leistungsstärksten Kraftwerke weltweit, laut Forbes an der Stelle 32.